# 龍泉寺 (熊谷市)

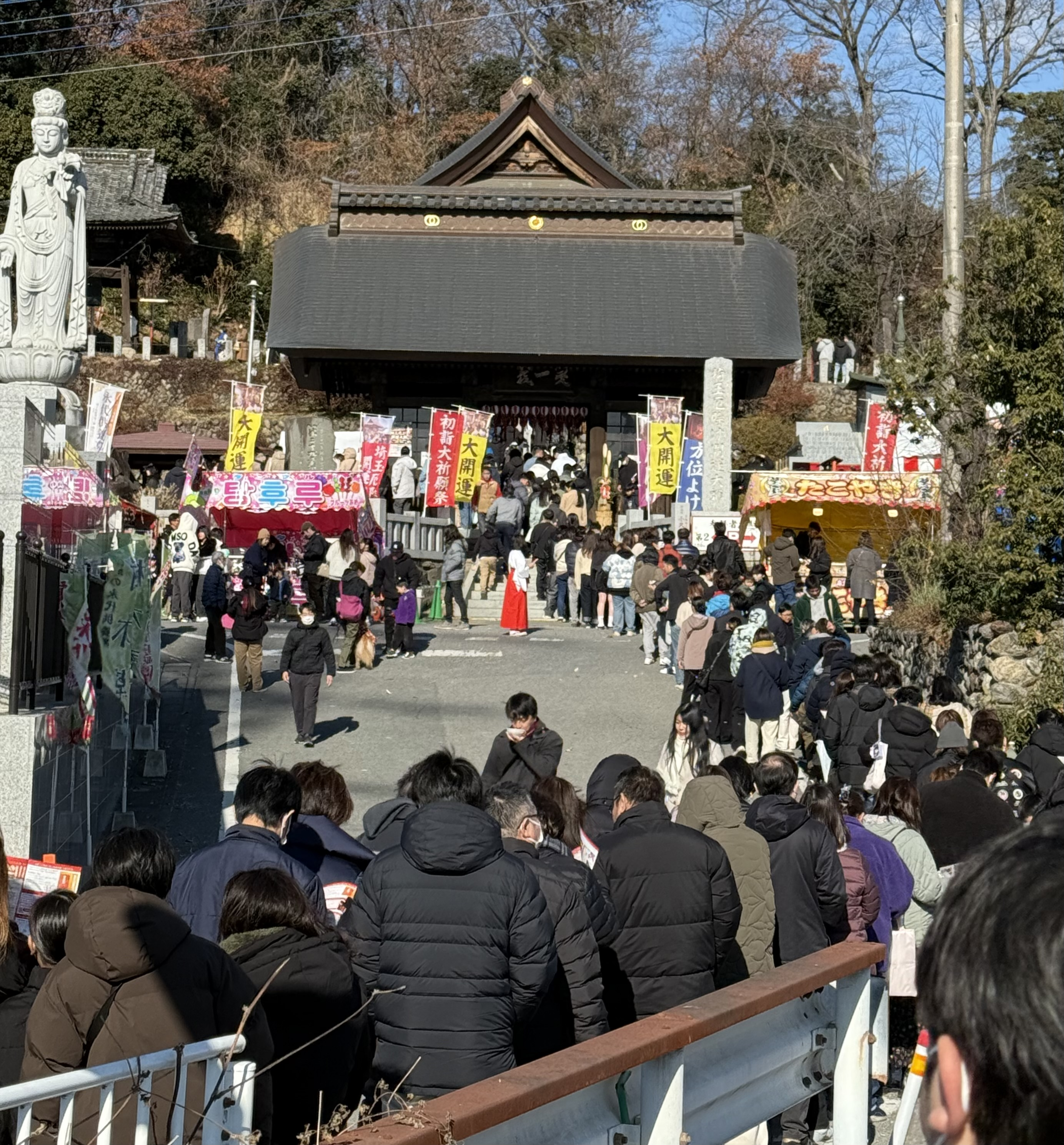
初詣でにぎわう龍泉寺境内（2025年1月）

龍泉寺（りゅうせんじ）は、埼玉県熊谷市にある真言宗豊山派の寺院。日本三大厄除け開運大師の一つ。埼玉厄除け開運大師（さいたまやくよけかいうんだいし）の通称で広く知られる。

## 歴史
創建年代は不明である。当寺公式サイトでは「1200年の歴史を持ち、平安時代には弘法大師空海も当寺を訪れています」としていることから、空海在世以前から存在していたものと推測される。
当寺は「厄除け金色大師」と「開運金色大師」の両大師像を安置する唯一の寺であり、厄除けと開運の両方のご利益があるとされ、毎年多くの参拝者が訪れる。この両大師像の他にも多くの仏像を安置している。
また当寺は渡辺崋山ゆかりの寺でもある。崋山は三河国にあった田原藩の家老であったが、田原藩はかつて当地三ケ尻村を領有していたことがあり、旧領の地誌を編纂するために三ケ尻村を訪れていた。その際に当寺の天井画を描いたのである。この天井画は現在、埼玉県の文化財に指定されている。
「日本の切り絵御朱印発祥の寺」とされ、様々なデザインの切り絵御朱印が作られている。もともと檀家向けの記念品であった「切り絵御朱印」を、2017年にデザインを一新し、参拝者に授与するようにしたところ、繊細な美しさが話題になり、2022年の正月には初詣限定「切り絵御朱印」を手に入れるため、4時間もの行列ができるほどに人気化し、その後全国に広がった。

## 文化財
- 松図格天井画 崋山筆（埼玉県指定有形文化財 1955年〈昭和30年〉11月1日指定）[4]
- 龍泉寺本訪瓺録（埼玉県指定有形文化財 1955年〈昭和30年〉11月1日指定）[5]
- 紙本淡彩双雁図（埼玉県指定有形文化財 1960年〈昭和35年〉3月1日指定）[4]

## 交通アクセス
- 明戸駅より徒歩21分。
- 籠原駅南口より熊谷市コミュニティバス「ほたる号」観音山バス停下車徒歩5分。